# Navarrete del Río
Navarrete del Río, és una població de Terol adscrita al municipi de Calamocha, a la Comunitat Autònoma de l'Aragó.

## Situació
Es troba a la conca del riu Pancrudo (afluent del Jiloca), a uns 4 km de Calamocha, municipi de què des de 1971 forma part. La seua població és de 169 habitants (anomenats Navarretinos) que viuen principalment de l'agricultura i la ramaderia.